# Agustín Viesca
Agustín Viesca foi governador do estado mexicano de Coahuila y Tejas em 1835. Como o presidente mexicano Antonio López de Santa Anna começou a consolidar o poder em 1835, o governo do estado de Coahuila y Tejas desafiou suas ordens. Em maio, o Exército, que apoiou o novo governo de política centralista, invadiu a capital, Saltillo, e dissolveu o governo do estado. Como seu último ato oficial, o legislador autorizou o governador a nomear temporariamente qualquer outra cidade no estado como a capital. Viesca imediatamente designados San Antonio de Bexar como o foco do governo do estado e emitiu uma proclamação pedindo ao povo mexicano no Texas para se armarem em apoio do agora deposto Constituição de 1824.